# Derobrachus dohrni
Derobrachus dohrni är en skalbaggsart som beskrevs av Auguste Lameere 1911. Derobrachus dohrni ingår i släktet Derobrachus och familjen långhorningar.
Artens utbredningsområde är:
- Guatemala.
- Honduras.
- Panama.

Inga underarter finns listade i Catalogue of Life.